# Joseph Mittathany
Joseph Mittathany (sinh ngày
12 tháng 11 năm 1931 - mất ngày 11 tháng 7 năm 2022) là một Giám mục người Ấn Độ của Giáo hội Công giáo Rôma. Ông nguyên là Tổng giám mục chính tòa Tổng giáo phận Imphal. Trước đi đảm nhiệm vị trí Tổng giám mục, ông còn đảm nhiệm nhiều chức danh khác như Giám mục chính tòa Giáo phận Imphal và Giám mục chính tòa Giáo phận Tezpur.

## Tiểu sử
Tổng giám mục Joseph Mittathany sinh ngày 12 tháng 7 năm 1931, tại Kalikavu, thuộc Ấn Độ. Sau quá trình tu học dài hạn tại các chủng viện theo quy định của Giáo luật, ngày 23 tháng 4 năm 1959, phó tế Mittathany, 28 tuổi, tiến đến việc được truyền chức linh mục.
Sau 10 năm thi hành các công việc mục vụ trên cương vị của một linh mục, ngày 26 tháng 6 năm 1969, Tòa Thánh loaqn tin báo về quyết định bổ nhiệm của Giáo hoàng, tuyển lựa linh mục Joseph Mittathany, 38 tuổi, gia nhập giám mục đoàn Công giáo hoàn vũ, v ới vị trí được trao phó là Giám mục chính tòa Giáo phận Tezpur. Lễ tấn phong cho vị giám mục tân cử được tổ chức sau đó vào ngày 27 tháng 9 cùng năm, với phần nghi thức chính yếu được cử hành cách trọng thể bởi 3 giáo sĩ cấp cao. Chủ phong cho vị tân chức là Tổng giám mục Stephen Ferrando, S.D.B., nguyên Giám mục chính tòa Giáo phận Shillong. Hai vị còn lại với vai trò phụ phong, gồm có Tổng giám mục Hubert D'Rosario, S.D.B., Tổng giám mục Tổng giáo phận Gauhati-Shillong và Giám mục Orestes Marengo, S.D.B., Nguyên Giám mục chính tòa Giáo phận Tezpur. Tân giám mục chọn cho mình châm ngôn:My heart and soul in the Gospel.
Hơn mười năm sau đó, Tòa Thánh công bố quyết định thuyên huyển nhiệm sở đối với Giám mục Joseph Mittathany, cụ thể chuyển Giám mục này đến làm Giám mục chính tòa Giáo phận Imphal. Mười lăm năm sau khi được chọn làm người đứng đầu Imphal,tin tức từ phía Tòa Thánh ngày 10 tháng 7 năm 1995, quyết định nâng cấp Giáo phận Imphal thành Tổng giáo phận. Cùng với tin tức trên, Tòa Thánh một lần nữa tái xác nhận chọn Giám mục Joseph Mittathany cai quản địa phận, với danh hiệu mới là Giám mục chính tòa Tổng giáo phận Imphal.
Từ ngày 12 tháng 7 năm 2006, Tổng giám mục Joseph Mittathany chính thức từ nhiệm theo quy định về tuổi tác, theo Giáo luật.